# 清华大学公共健康研究中心
清华大学公共健康研究中心（英語：Research Center for Public Health ,Tsinghua University，縮寫作
）隸屬於清華大學醫學院，成立于2010年7月26日，是清華大學的多领域跨学科校级研究中心，融合了医学院、生命科学学院、公共管理学院、经济管理学院、法学院、新闻学与传播学院、人文社会科学学院、继续教育学院及环境科学与工程系等許多領域。成立目的是為了應對重大公共健康问题做出學術以及政策貢獻。
2010年9月，TPHRC被國務院學位委員會授權，可授予公共衛生碩士（MPH）學位。